# Tititi (Galinhagem)
"Ti Ti Ti" é uma canção compostar por Rita Lee e Roberto de Carvalho e originalmente gravado por Rita Lee no álbum Saúde (1982), a banda synthpop brasileira Metrô regravaram a música para o álbum de estreia da banda Olhar (1985), que tornaria mais famosa depois de ser usando como música de abertura da novela da Rede Globo de 1985 homônima. Um videoclipe da regravação foi feita no mesmo ano.
Uma regravação da música pela Rita Lee foi mais tarde usando como tema de abertura do remake de 2010 da novela.